# 萧鼎 (作家)
萧鼎（1976年12月26日—），本名张戬，男，福州仓山人，中国網路小说作家，福州作家协会理事。其写作的长篇古典仙侠小说《诛仙》在網路上具有较大的影响力。毕业于中华职业大学（今福建工程学院）。

## 生平
1976年生于福州一个普通工人家庭，从小就喜欢看武侠小说。
1995年萧鼎考入中华职业大学。1998年大学毕业后曾先后于福州某期货投资公司及泉州某布行就职。
2001年接触网络并逐渐成为网络武侠写手。2002年6月第一部长篇作品《暗黑之路》在台湾 出版（台湾方面一次性买断版权28000元）。
2003年3月《诛仙》在台湾出版。2005年4月大陆版《诛仙》正式面世。2007年4月诛仙同名网游问世（诛仙改编游戏授权费为100万元左右）。
2007年11月10日萧鼎在网上发表了《矮人之塔》第一章后再无动静，之后四年萧鼎无新作问世。
2010年1月16日萧鼎被增选为福州作家协会理事。
2011年8月1日，在《超好看》上开始连载《轮回》，已断更。
2012年4月1日起在磨铁网更新《诛仙二》，2014年5月8日停更。
2014年5月15日，在纵横中文网发表新作《戮仙》。

## 作品
- 《悲剧》
- 《悲剧》前传之《天真岁月》
- 《悲剧》后传之《僵尸物语》
- 《宇宙的蝴蝶》
- 《暗黑之路》
- 《暗黑之心》
- 《叛逆》
- 《终极游戏》
- 《诛仙》
- 《诛仙前传·蛮荒行》（未完）
- 《矮人之塔》（未完）
- 《轮回》 （于2011年11月13日停止发布，开始谋划诛仙2）
- 《诛仙二》（于2014年5月8日宣布暂停，开始谋划戮仙）
- 《戮仙》（于2014年5月15日正式在纵横中文网发布）

## 影視
- 《青云志》，以《誅仙》為劇本的2016年電視劇。

## 外部連結
- 萧鼎的新浪微博
- 萧鼎的新浪博客
- 《誅仙》作者蕭鼎訪談 （页面存档备份，存于）